# Валентина Богданова
Валентина Василева Богданова е български филолог и политик от БСП. Народен представител от парламентарната група на Коалиция за България в XL, XLI и XLII народно събрание.

## Биография
Валентина Богданова е родена на 25 юни 1960 година в село Курило (днес град Нови Искър), Софийско. Завършва Българска филология и психология в СУ „Климент Охридски“.
Работила е като педагог и помощник-директор на 170-о СОУ „В. Левски“ в Нови Искър.